# Malé Kyšice
Malé Kyšice – wieś i gmina w Czechach, w powiecie Kladno, w kraju środkowoczeskim. Według danych z dnia 1 stycznia 2014 liczyła 410 mieszkańców.